# Един Ћурић
Един Ћурић (Сарајево, 22. август 1962) бивши је југословенски и босанскохерцеговачки фудбалер. 

## Каријера
Прошао је све млађе категорије сарајевског Жељезничара. За сениорски тим је дебитовао у сезони 1980/81. код Ивице Осима, тадашњег тренера Жељезничара, а касније селектора репрезентације Југославије. На 192 првенствене утакмице постигао је 38 голова. Био је члан чувене генерације плавих која је 1985. године играла полуфинале Купа УЕФА против мађарског Видеотона.
Каријеру је наставио у шпанском клубу Лас Палмас и португалском тиму Портимоненсе у коме је 1995. године завршио играчку каријеру.
За репрезентацију Југославије наступио је на једном мечу, 29. августа 1987. против СССР-а у Београду (0:1).
Живи у Холандији где ради као фудбалски тренер.